# TorrentFreak
TorrentFreak (TF) és un bloc dedicat a informar de les últimes notícies i tendències sobre el protocol BitTorrent i l'intercanvi de fitxers, així com sobre la infracció dels drets d'autor i els drets digitals.
El lloc web va ser iniciat el novembre de 2005 per un holandès amb el pseudònim "Ernesto van der Sar". El 2007 se li van unir Andy "Enigmax" Maxwell i Ben Jones. Entre els col·laboradors habituals hi ha Rickard Falkvinge, fundador del Partit Pirata. La publicació en línia eCommerceTimes, l'any 2009, va descriure "Ernesto" com el pseudònim de Lennart Renkema, propietari de TorrentFreak. El text de TorrentFreak és contingut gratuït sota una llicència Creative Commons Reconeixement-NoComercial versió 3.0.
El seu investigador principal i gestor de la comunitat va ser l'activista del Partit Pirata Andrew Norton, des del 2007 fins al 2022.

## Àrees especialitzades
Segons l'estudiós de dret canadenc Michael Geist, TorrentFreak "s'utilitza àmpliament com a font d'informes originals sobre qüestions digitals".
Les àrees freqüents de les quals informa inclouen:
- La Unitat de Crims de Propietat Intel·lectual de la Policia de la Ciutat de Londres[8][9]
- Informes del representant comercial dels Estats Units i de Notorious Markets[10]
- Bloqueig web contra la pirateria
- Notícies del rastrejador de torrent[11]
- Revisions de serveis VPN i seedbox[12]
- Notícies del lloc web per compartir fitxers
- Notícies sobre lleis de drets d'autor
- Notícies de l'escena Warez

Així com altres notícies que afecten els drets d'autor, la privadesa, l'ús compartit de fitxers i temes adjacents.

### Postura editorial
En un article del 2021, Andy Maxwell va descriure la posició editorial de TorrentFreak: "Com a publicació totalment dedicada a informar sobre drets d'autor, pirateria, torrent i llocs de streaming (a més de totes les coses estretament relacionades), aquí a TorrentFreak pretenem explicar totes les 'cares' de la història. No defugim els informes que mostren que la pirateria perjudica les vendes i no tenim cap problema per publicar projectes d'investigació que demostrin totalment el contrari. Se'n diu informar de forma equilibrada i no fa mal a ningú".

## Història
El 17 d'agost de 2007, TorrentFreak va informar que Comcast havia començat a limitar l'amplada de banda de càrrega, específicament contra els usuaris de BitTorrent. Això va fer que la sembra, que és una part essencial del protocol BitTorrent, fos efectivament impossible. Més tard es va determinar que Comcast utilitzava productes Sandvine, que implementen la configuració i control del trànsit de xarxa, i inclouen suport tant per bloquejar noves connexions de xarxa establertes com per finalitzar de manera forçada. Comcast ha negat aquestes afirmacions sempre que se'ls ha demanat que les comentin. El 26 d'octubre de 2007 es va filtrar una guia per als representants del servei al client quan se li va preguntar sobre l'actuació de Comcast contra BitTorrent.
Des de l'octubre del 2008 fins al març del 2011, TorrentFreak va executar un servei de notícies de vídeo de curta durada titulat 'torrentfreak.tv', dirigit per Andrej Preston, fundador del lloc de torrent Suprnova, disponible per a streaming i descàrrega a Mininova.
El 21 d'agost de 2013, Comcast va amenaçar TorrentFreak per escriure sobre documents judicials disponibles públicament. El document subjacent vinculava un subscriptor de Comcast amb el despatx d'advocats Prenda. El cas judicial on es va presentar el document va ser una demanda per infracció dels drets d'autor presentada per AF Holdings per presumpta infracció d'una pel·lícula per a adults.
L'agost de 2013, Sky Broadband va bloquejar el lloc per als clients del Regne Unit després que el lloc de torrent EZTV apuntés els seus servidors DNS a l'adreça IP de TorrentFreak i, el juliol de 2014, el lloc va ser bloquejat pel polèmic sistema de filtre parental Sky Broadband Shield.